# 民生必需品

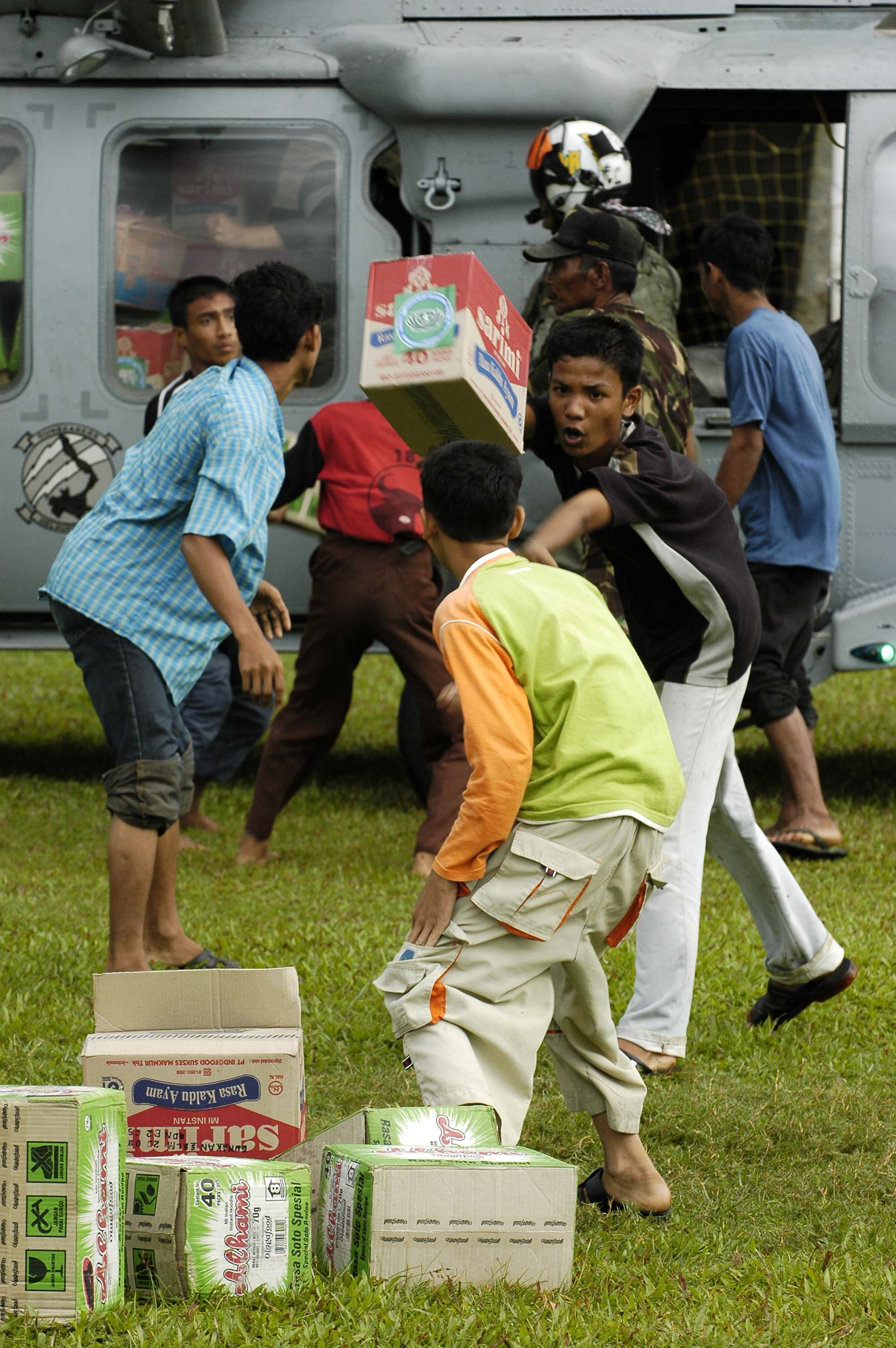
食品物資

民生必需品指满足人類基本生活需求的商品，其范围主要涉及衣、食、住、行。拥有或可以利用民生必需品，作为一个人的基本生存才可以得到保障。
民生必需品可以分几类：
1. 随时要消耗掉的，食品、卫生用品、日用等；
2. 可以长期保有的，衣物、家具等；
3. 可以使用的交通工具；
4. 可供居住的房屋。